# Andaquí
Andaquí —también escrito andakí y llamado alternativamente aguanunga o churuba— es una etnia indígena americana que habitó la cuenca alta del río Caquetá, al suroccidente del actual departamento colombiano de Caquetá y la bota caucana (valle del Fragua), y el suroriente del Huila (valle del Suaza).

## Chamanismo
El nombre "andakí" o "daakí", está ligado al consumo ritual del yajé. Para algunas lenguas indígenas, andakí y yajé son sinónimos. Para conocer el "espíritu del yajé" y la disposición de éste, se requiere un preparado especial, que los chamanes denominan "andakí", e incluye el uso de las flores del "borrachero" (Brugmansia). Estas flores son identificadas con la inmensa flor mítica de borrachero que se convirtió en el sol, tras ser penetrada y fecundada por el yajé, que se elevó tras ser probado por los hombres (Ramírez y Pinzón 1987, 198). Por otra parte, los chamanes inga, reconocen el papel que tuvieron los andakí, para adquirir su conocimiento del yajé.

## Resistencia
En principio formaron parte de la Federación Pijao con el ataque al asentamiento invasor de Francisco Díaz en 1637 y reportado en acta del cabildo de Timaná el 28 de enero de 1637. La resistencia andakí a la conquista se prolongó hasta el siglo XVIII. En 1721 tuvo lugar una sublevación general de las tribus del Putumayo y Caquetá, que contó con la participación Andakí, Tama y "Mocoa" según Juan Friede Alter (Friede 1953, 24, 241). A la resistencia activa mediante sublevaciones y ataques a las misiones y pueblos de colonos, se unía una resistencia pasiva, económica, mediante las relaciones de intercambio entre los Andes y la selva, las cuales incluían el chamanismo y por tanto el curanderismo, como poder cultural y la participación en la vida de las dos regiones (Ramírez 1979).

## Lengua
Del idioma andaquí se conservan dos vocabularios, uno recopilado por un anónimo en 1788 y publicado en Lenguas de América en 1928; y otro recopilado por Manuel María Abis y publicado en 1855. basado en ellos, Rivet (1924) clasificó el andakí como lengua chibcha. Aunque en tal clasificación concordaron varios expertos, otros consideran al andakí como lengua aislada o no-clasificada y algunos la relacionan únicamente con el páez o también con lenguas del piedemonte amazónico como tinigua, camsá y cofán.

## Sobrevivientes
Actualmente solo sobreviven comunidades rurales andakí en los municipios de Acevedo (Huila) y Belén de los Andaquíes (Caquetá), en inmediaciones de los ríos Pescado y Fragua, aunque estos indígenas ya no hablan su propio idioma. Sin embargo, los relatos regionales, especialmente de los indígenas inga que han ocupado parte del antiguo territorio andakí, insisten en que aún habitan andakíes no contactados en los bosques de las cabeceras del Madiyaco, y entre este y las cabeceras del Verdeyaco y el río Fragua, abajo de los picos de La Fragua, al sur de la bota caucana, donde documentos del siglo XIX ubicaban los últimos refugios de andakíes selváticos.
En Belén fue erigida la estatua El Último Andaquí, del escultor Emiro Garzón. Este monumento al pueblo andakí está ubicado en la entrada de la población, tiene una altura de 8 m por 4,50 m de ancho. Simboliza a un Andaquí que emerge de lo profundo de la tierra; sus manos son el símbolo de rebeldía que se levanta en el infinito; del fondo de la tierra brotan, en cambio, otras dos manos que tratan de hundir el rostro del indígena.
Algunos descendientes de los andaquíes tienen el apellido Anduquia.